# 이안사노
이안사노(본명: 이병태, 1938년 9월 26일 ~ 2014년 6월 9일)는 대한민국의 전직 권투 선수이다. 전 동양 슈퍼웰터급 챔피언이다.

## 생애
강원도 김화에서 태어나 서울특별시로 이주. 1958년 제12회 전국 아마추어선수권대회 라이트미들급 우승. 1960년 4월 프로 데뷔. 1965년 7월 3일 한국 미들급 타이틀 결정전에서 강세철에게 10회 판정승. 1966년 3월 13일 동양 챔피언(한국 네번째). 1971년 4월 3일 유제두에게 패배. 1971년 10월 2일 경기를 마지막으로 현역 은퇴.
2014년 6월 9일 향년 76세로 사망.

## 기타
- 아들인 이이다노도 복서로 활약했다.
- 가수로 활약한 적도 있다.
- 1980년대 후반 한국권투위원회 부회장을 지냈다.